# Вашингтон, Юджина
Юджина Вашингтон (англ. Eugena Washington; род. 8 октября 1984, Колумбия) — американская фотомодель.

## Карьера
Юджина Вашингтон начала карьеру модели в агентстве «Elite Model Management», работая в Лос-Анджелесе и Чикаго. Затем работала в «Irene Marie Models», «Stellar Model Management», «Fusion Model Management».
В 2006 году заняла 3 место в 7 сезоне реалити-шоу «Топ-модель по-американски».
Снималась в клипах Крейга Дэвида «This is the Girl», Донни Клэнга «Take You There», Леоны Льюис «Bleeding Love», B.o.Bа «Nothin’ on You»; в рекламе McDonald's, Clinique, T.J. Maxx.
В декабре 2015 года стала девушкой месяца журнала «Playboy».

## Фильмография
| Год       |   | Русское название   | Оригинальное название      | Роль     |
| --------- | - | ------------------ | -------------------------- | -------- |
| 2009—2014 | с | Дерзкие и красивые | The Bold and the Beautiful | модель   |
| 2014      | с | Голодные           | Hungry                     | Мерседес |
| 2016      | ф | Идеальный матч     | The Perfect Match          | Джена    |